# Tân La
Tân La (tiếng Hàn: 신라; phát âm tiếng Hàn Quốc: [ɕiɭ.ɭa]; Tiếng Triều Tiên cổ: 徐羅伐 Syerapel, 斯羅火 Sïrapïr; Romaja: Seorabeol; IPA: phát âm tiếng Hàn Quốc: [sʌɾabʌɭ]; 57 TCN – 935 CN) là một trong Tam Quốc Triều Tiên, và là một trong số các Triều đại duy trì liên tục lâu nhất trong lịch sử châu Á. Vương quốc do Phác Hách Cư Thế (Park Hyeokgeose) sáng lập, ông cũng được biết đến với vị thế là người khởi thủy của dòng họ Park (박, 朴, Phác) tại Triều Tiên, tuy nhiên Triều đại này lại do gia tộc Kim Gyeongju (김, 金) nắm giữ ngai vàng trong hầu hết 992 năm lịch sử. Ban đầu, Tân La chỉ là một bộ lạc trong liên minh Thìn Hàn (Jinhan), từng liên minh với nhà Đường tại Trung Quốc, Tân La cuối cùng đã chinh phục được Bách Tế (Baekje) vào năm 660 và Cao Câu Ly (Goguryeo) vào năm 668. Về sau, Tân La Thống nhất đã kiểm soát phần lớn bán đảo Triều Tiên, trong khi ở phần phía bắc lại nổi lên Bột Hải (Balhae), một quốc gia kế thừa của Cao Câu Ly. Sau gần 1000 năm trị vì, Tân La đã tan rã nhanh chóng vào thời Hậu Tam Quốc, chuyển giao quyền lãnh đạo cho Triều đại Cao Ly vào năm 935.

## Tên gọi
Từ khi được hình thành cho đến khi trở thành một vương quốc chính thức, Tân La được ghi chép với nhiều tên Hán tự khác nhau dựa trên cách phát âm bản địa: Tư Lô (사로, 斯盧, Saro), Tư La (사라, 斯羅, Sara), Từ La [Phạt] (서나[벌], 徐那[伐], Seona[beol]) hay (서라[벌], 徐羅[伐], Seoa[bol]), Từ Da [Phạt] (서야[벌], 徐耶[伐], Seoya[beol]), và Từ Phạt (서벌, 徐伐, Seobeol). Năm 503, Trí Chứng Vương đã chuẩn hóa ký tự tên hiệu thành Tân La (신라, 新羅), trong tiếng Hàn hiện đại đọc là "Shilla".
Một giả thuyết về tên gọi cho thấy rằng, từ bản địa Seorabeol có thể là nguồn gốc của từ Seoul (Thủ Nhĩ), có nghĩa là "kinh đô", tức thủ đô hiện nay của Hàn Quốc, một thành phố mà trước đó được gọi là Hanseong (Hán Thành) hay Hanyang (Hán Dương). Tên của kinh đô Tân La có thể đã được biến đổi trong tiếng Triều Tiên thời Hậu Trung đại thành Syeobeul (셔블) nghĩa là "kinh đô", và có thể đã sớm biển đổi thành Syeoul (셔울), và cuối cùng thành Seoul (서울) trong tiếng Hàn hiện đại.
Tên gọi Tân La (Silla) và kinh đô Seora-beol cũng được sử dụng rộng rãi trong khu vực để chỉ người dân Tân La, xuất hiện với từ "Shiragi" trong tiếng Nhật cổ đại của người Yamato và Sogol hay Solho trong ngôn ngữ của người Nữ Chân trung cổ và hậu duệ Mãn Châu của họ một theo thứ tự tương ứng.
Tân La cũng được đề cập đến với tên gọi Gyerim (계림, 鷄林, Kê Lâm), một tên gọi có nguồn gốc từ khu rừng gần kinh đô Tân La, nơi người sáng lập nên vương quốc đã nở ra từ một quả trứng của một kê long (계룡, 雞龍).

## Lịch sử

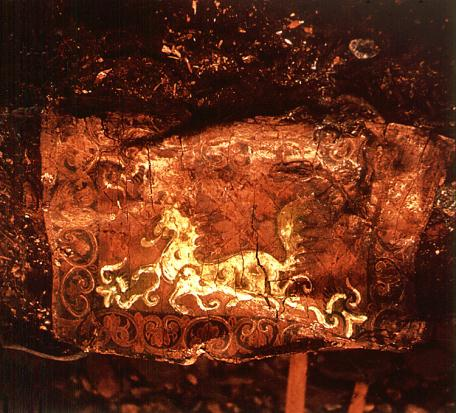
Cheonmado (Thiên Mã đồ) từ Cheonmachong (Thiên Mã trủng)

Các học giả theo truyền thống chia lịch sử Tân La thành ba thời kỳ riêng biệt: Thời kỳ đầu (57 TCN–654 SCN), Thời kỳ giữa (654–780), và Thời kỳ cuối (780–935).

### Thay đổi quyền lực
Gia tộc Phác (Park) đã nắm giữ quyền lực trong ba thế hệ trước khi bị gia tộc Tích (Seok) đảo chính. Trong thời gian trị vì của người đầu tiên thuộc gia tộc Tích, Thoát Giải, sự hiện diện của gia tộc Kim tại Tân La đã được đề cập trong một câu chuyện mà theo đó Kim Át Trí (Kim Alji) được sinh ra từ mộ chiếc hộp bằng vàng do Hồ Công (Hogong) tìm ra. Các gia tộc Phác và Tích luôn chống lại nhau để tranh giành quyền lực song cả hai cuối cùng đã bị gia tộc Kim đánh bại. Gia tộc Kim đã trị vì Tân La trong nhiều thế hệ trong khi hai gia tộc Phác và Tích trở thành các quý tộc. Người trị vì cuối cùng của Tân La Thống nhất, Kính Thuận Vương (Gyeongsun), là một thành viên của gia tộc Kim.

### Thành lập
Vào thời Tiền Tam Quốc, các tiểu quốc bộ lạc ở trung và nam bộ Triều Tiên đã hợp lại thành các liên minh gọi là Tam Hàn. Tân La bắt đầu với địa vị Tư Lô Quốc (Saro-guk), một trong 12 tiểu quốc thành viên của liên minh Thìn Hàn (Jinhan). Tư Lô Quốc gồm có 6 làng và 6 bộ lạc.
Theo sử sách Triều Tiên, Tân La được Hách Cư Thế thành lập vào năm 57 TCN, xung quanh Gyeongju ngày nay. Hách Cư Thế được cho là đã nở ra từ một quả trứng chim từ một con bạch mã, và khi ông lên 13 tuổi, 6 bộ tộc đã tôn ông lên làm vua và lập nên Tư Lô (Saro, hay Seona). Ông cũng là tổ tiên của gia tộc Park (박, Phác), ngày nay là một trong những họ thông dụng nhất tại bán đảo.
Tư liệu sớm nhất về niên đại thành lập này là Tam quốc sử ký (Samguk Sagi) vào thế kỷ 12. Các bằng chứng khảo cổ hiện đại đã chỉ ra rằng một thực thể thậm chí có thể đã được thành lập sớm hơn trên vùng đất Gyeongju, song còn quá sớm để gọi nó là vương quốc. Chủ biên của Tam quốc sử ký, Kim Bu-sik (Kim Phúc Thức), có thể đã cố gắng hợp pháp hóa sự trì vì của Tân La bằng cách cho nó có một lịch sử thâm so với hai vương quốc đối thủ là Bách Tế và Cao Câu Ly.

### Thời kỳ đầu
Đến thế kỷ thứ 2, Tân La đã là một quốc gia riêng biệt trên phần tây nam của bán đảo Triều Tiên. Thực thể này mở rộng ảnh hưởng lên các bộ lạc Thìn Hàn láng giềng, nhưng vào thế kỷ thứ 3, nó có thể vẫn chỉ là một tiểu quốc bộ lạc mạnh nhất trong một liên minh lỏng lẻo.
Ở phía tây, Bách Tế đã tập trung hóa thành một vương quốc vào năm 250 từ liên minh Mã Hàn. Về phái tây nam, Biện Hàn được thay thế bằng liên minh Già Da (Gaya). Ở miền bắc bán đảo, Cao Câu Ly, một vương quốc được thành lập vào khoảng năm 50 TCN, đã tiêu diệt Hán tứ quận cuối cùng vào năm 313 và phát triển thành một thế lực hùng mạnh trong khu vực.

### Xuất hiện một chế độ quân chủ tập trung
Nạt Vật (Naemul, 356–402) của gia tộc Kim đã hình thành nên một chế độ quân chủ kế vị, loại bỏ hệ thống nắm quyền luân phiên, và người lãnh đạo từ đó mới thật sự mang tước vị Ma lập can (Maripgan) (gốc tiếng Triều Tiên bản địa Han hay Gan, nghĩa là "lãnh tụ" hay "vĩ đại", trước đây được sử dụng để phong cho các quý tộc cai trị ở miền nam bán đảo, có thể có một số mối liên hệ với tược vị Mông Cổ/Thổ là "Hãn (Khan). Năm 377, Tân La gửi sứ thần sang Trung Quốc và cũng thiết lập quan hệ với Cao Câu Ly.
Đối mặt với sức ép từ Bách Tế ở phía tây và Nhật Bản ở phía nam, vào cuối thế kỷ thứ 4, Tân La đã liên minh với Cao Câu Ly. Tuy nhiên, khi Cao Câu Ly bắt đầu mở rộng lãnh thổ xuống phía nam, rời đô về Bình Nhưỡng năm 427, Nột Kỳ (Nulji) đã buộc phải liên minh với Bách Tế.

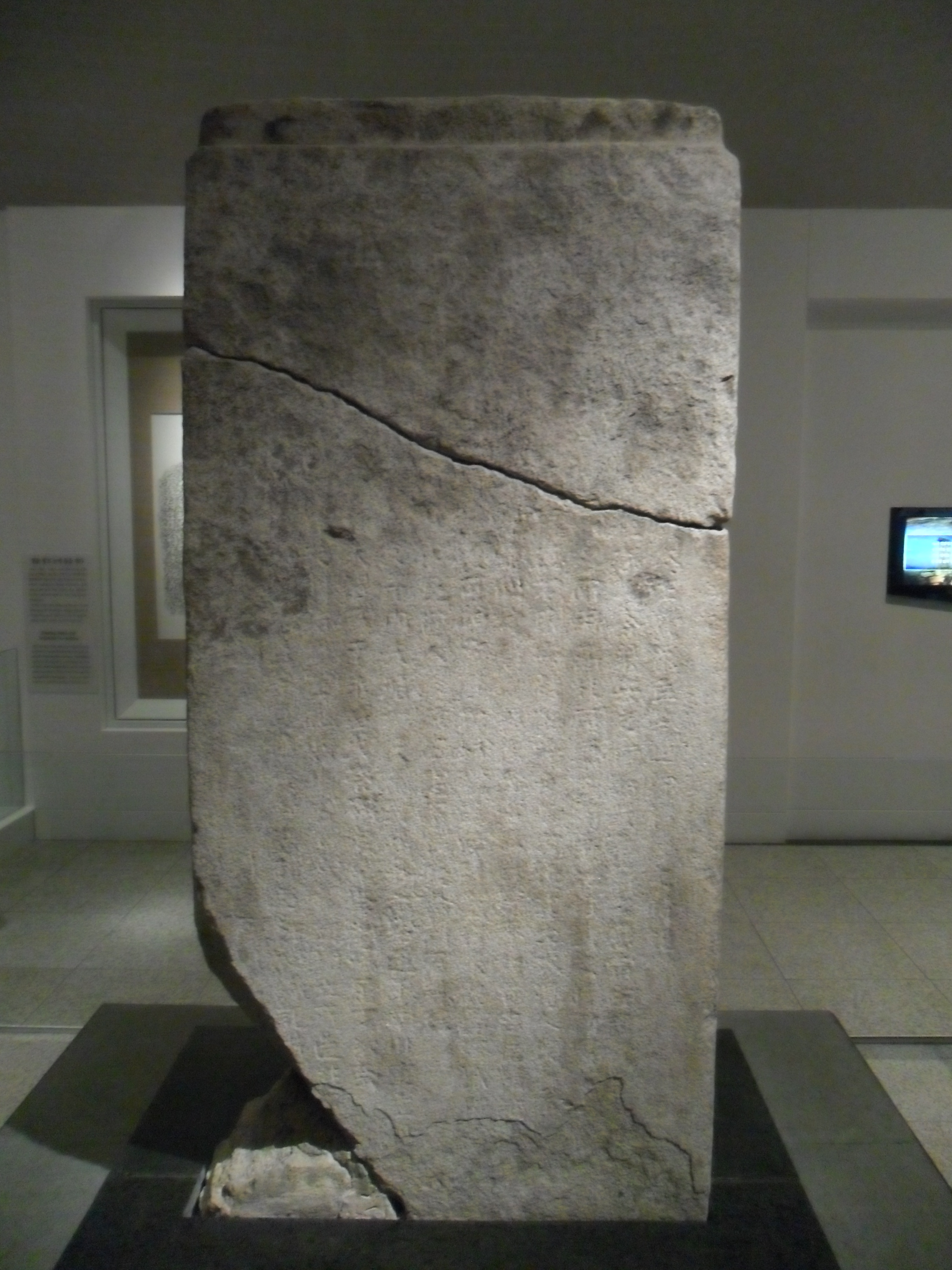
Tấm bia được dựng trên núi Bukhansan năm 555 đánh dấu thắng lợi của Chân Hưng Vương trong việc chiếm lĩnh Seoul- quốc bảo số 3 của Hàn Quốc

Dưới thời Pháp Hưng Vương (Beopheung, 514–540), Tân La chính thức trở thành một vương quốc, với Phật giáo là quốc giáo, và có hệ thống niên đại riêng. Tân La dần sáp nhập các tiểu quốc của liên minh Già Da (Gaya) bằng áp lực chính trị cũng như chiến tranh, như Kim Quan Già Da (Geumgwan Gaya) vào năm 532 và Đại Già Da (Daegaya) vào năm 562, mở rộng biên giới đến bồn địa sông Nakdong.
Chân Hưng Vương (Jinheung, 540–576) đã lập nên một lực lượng quân sự hùng mạnh. Tân La đã giúp Bách Tế đánh đuổi Cao Câu Ly ra khỏi khu vực bồn địa sông Hán (quanh Seoul), và về sau giành lấy toàn bộ vùng đất chiến lược này từ tay Bách Tế vào năm 553, chấm dứt 120 năm liên minh giữa hai nước. Bên cạnh đó, Chân Hưng Vương cũng lập ra các Hoa Lang (Hwarang).
Giai đoạn đầu của Tân La kết thúc với di sản là chế độ chân cốt (seonggol) cùng cái chết của Chân Đức nữ vương (Jindeok).

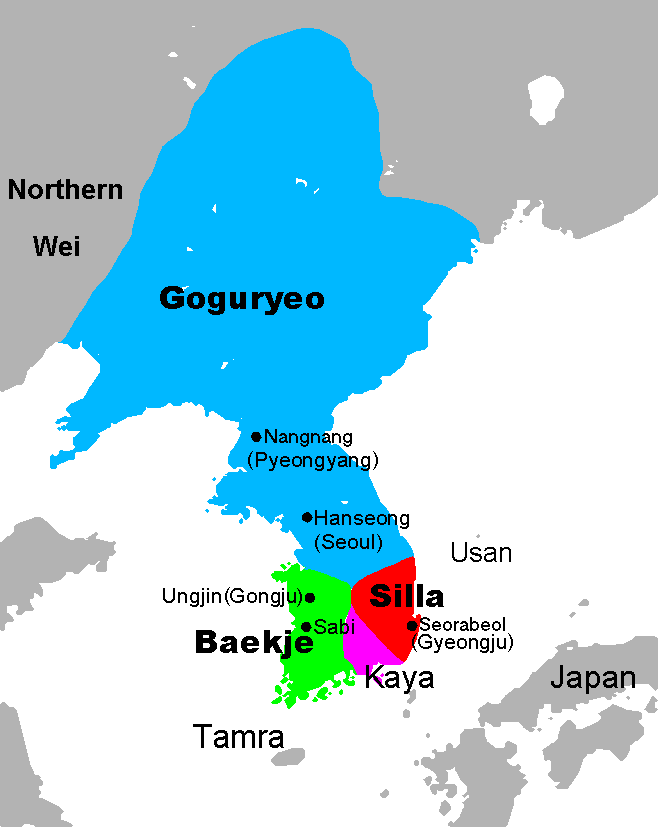
Tam Quốc Triều Tiên, cuối thế kỷ thứ 5

### Hậu Tân La
Đến thế kỷ thứ 7, Tân La liên minh với nhà Đường tại Trung Quốc. Năm 660, dười thời vua Xuân Thu (Muyeo, l654-661), Tân La chinh phục Bách Tế. Năm 668, dưới thời Văn Vũ Vương (Munmu) và tướng quân Kim Yu-shin, Tân La chinh phục Cao Câu Ly ở phía bắc. Tân La sau đó đã chiến đấu trong gần một thấp kỷ để đẩy các lực lượng Đường ra khỏi bán đảo và cuối cùng thành lập một vương quốc thống nhất và có lãnh thổ xa nhất về phía bắc tới vùng Bình Nhưỡng ngày nay. Phần phía bắc của Cao Câu Ly cũ về sau xuất hiện nhà nước Bột Hải (Balhae).
Thời kỳ giữa của Tân La mang đặc điểm là sự gia tăng quyền lực của quân chủ theo chế độ quý tộc chân cốt (jingol). Điều này được thực hiện theo sau những của cải và thanh thế có được sau khi thống nhất bán đảo, cũng như việc đàn áp thành công các cuộc nổi dậy trong giai đoạn đầu thống nhất, và khiến cho các quân vương có cơ hội thanh trừng các họ tộc mạnh nhất và các địch thủ trong nội bộ triều đình. Hơn nữa, trong giai đoạn kéo dài một thế kỷ từ cuối thế kỷ 7 đến đầu thế kỷ 8, các quân vương đã có những nỗ lực để tước bỏ chế độ quan liêu quý tộc trên lãnh địa của họ bằng cách xây dựng một hệ thống trả công theo tiền lương, hay chức điền (jikjeon, 직전, 職田), thay thế hệ thống cũ, tức hệ thống mà theo đó các quan lại quý tộc sẽ được cấp đất để khai thác với chế độ lộc ấp (nogeup, 녹읍, 祿邑).
Tuy nhiên đến cuối thế kỷ thứ 8, các sáng kiến của hoàng gia đã thất bại trước sự cản trở của thế lực quý tộc bảo thủ. Từ giữa đến cuối thế kỷ 8 đã chứng kiến các cuộc nổi dậy do các chi của gia tộc Kim lãnh đạo và kết quả là đã hạn chế quyền lực của hoàng gia. Nổi bật trong số này là cuộc khởi nghĩa do Kim Daegong lãnh đạo với thời gian lên đến ba năm. Một bằng chứng quan trọng cho sự xói mòn của quyền lực quân vương là hủy bỏ hệ thống chức điền và tái lập hệ thống lộc ấp có lợi cho tầng lớp quý tộc vào năm 757.
Thời kỳ giữa của Tân La kết thúc với vụ ám sát Huệ Cung Vương (Hyegong) vào năm 780, chấm dứt nhánh thừa kế của Tân La Thái Tông (tức Kim Xuân Thu), người đặt nền móng cho việc thống nhất bán đảo. Sự băng hà của Huệ Cung làm bùng lên một cuộc chiến nội bộ rộng khắp trong số các gia đình quý tộc cấp cao của vương quốc Tân La. Với cái chết của Huệ Cung, trong những năm còn lại của Tân La, quân vương đã bị mất nhiều quyền lực về tay các gia đình quý tộc hùng mạnh.
Sau đó, vương quyền Tân La được truyền cố định theo dòng tộc của Nguyên Thánh Vương (785–798), mặc dù tính chính đáng của nó tiếp tục là điều tranh cãi giữa các nhánh khác nhau của gia tộc Kim. Tuy nhiên, giai đoạn giữa của Tân La vẫn là đỉnh cao của vương quốc, quyền lực hoàng gia được củng cố trong một thời gian ngắn, và các nỗ lực để phỏng theo mô hình bộ máy cai trị của Trung Quốc.

### Suy yếu và sụp đổ
Khoảng thời gian một thế kỷ rưỡi cuối cùng của nhà nước Tân La là một thời kỳ biến động liên miên và nội chiến, quân vương bị giảm quyền lực xuống rất thấp và thậm chí có thể đánh giá là không có thực quyền, các gia đình quý tộc hùng mạnh đã gia tăng địa vị của mình tại các khu vực bên ngoài kinh đô.
Giai đoạn cuối của thời kỳ này gọi là Hậu Tam Quốc, một thời kỳ ngắn với sự nổi lên của các vương quốc Hậu Bách Tế và Hậu Cao Câu Ly, thực ra bao gồm lực lượng quân sự trên các vùng lãnh thổ tương ứng trong lịch sử, cuối cùng, Tân La bị Cao Ly tiêu diệt.

## Chính trị
Quân vương hay nữ vương, về mặt lý thuyết là các quân chủ chuyên chế, song quyền lực của hoàng gia đã bị hạn chế phần nào bởi một tầng lớp quý tộc hùng mạnh.
"Hòa Bạch" (화백, Hwabaek) đóng vai trò là một hội đồng hoàng gia với các với các quyết định về các vấn đề sống còn của vương quốc như kế vị ngai vàng hay tuyên chiến. Hòa Bạch do Thượng đại đẳng (Sangdaedeung) đứng đầu, người này được lựa chọn từ tầng lớp "thánh cốt". Một trong những quyết định quan trọng của hội đồng hoàng gia này là đưa Phật giáo trở thành tôn giáo chính thức.
Sau khí thống nhất, Tân La bắt đầu dựa nhiều hơn vào mô hình cai trị và quản lý lãnh thổ của Trung Hoa. Đây là một điểm thay đổi đáng kể từ giai đoạn trước thống nhất, khi đó quân vương Tân La nhấn mạnh Phật giáo, và quân vương Tân La đóng vai trò như một "Phật vương". Yếu tố nổi bật khác trong chính trị quốc gia vào giai đoạn sau thống nhất là sự gia tăng xung đột giữa quân vương và các quý tộc.

## Xã hội
Ít nhất là từ thế kỷ thứ 6, khi Tân La có được một hệ thống luật pháp và cai quản chi tiết, tình trạng xã hội và vị thế chính thức được quyết định bởi chế độ chân cốt. Hệ thống cứng nhắc dựa trên huyết thống này cũng quyết định trang phục, kích thước nhà và phạm vi cho phép trong hôn phối.
Từ khi chế độ xuất hiện, xã hội Tân La mang cấu trúc quý tộc nghiêm ngặt. Tân La có hai tầng lớp hoàng gia: "thánh cốt" (seonggol, 성골, 聖骨) và "chân cốt" (jingol, 진골, 眞骨). Cho đến Triều đại của vua Thái Tông, tầng lớp quý tộc cũng được chia thành "thánh cốt" và "chân cốt", với tầng đầu tiên mới có tư cách kế thừa ngôi vị quân vương. Cầu trúc này chấm dứt khi Chân Đức nữ vương, người cuối cùng trong tầng lớp hoàng tộc "thánh cốt" mất vào năm 654. Con số quý tộc "thánh cốt" cũng giảm xuống, lý do là vì tước vị này chỉ được trao cho những người có cả bố và mẹ là "thánh cốt", trong khi những người là con của một "thánh cốt" và một "chân cốt" sẽ được coi là "chân cốt".

## Quân sự
Quân đội Tân La trong thời kỳ đầu được hình thành bằng một số lượng nhỏ các cận binh bảo vệ hoàng gia và giới quý tộc và trong các thời kỳ chiến tranh sẽ phục vụ như là lượng lượng quân sự chính khi cần thiết. Do tần suất liên tục của các cuộc chiến với Bách Tế và Cao Câu Ly cũng như với Yamato Nhật Bản, Tân La lập nên sáu đơn vị đồn trú địa phương ở mỗi quận. Các lính đồn trú chịu trách nhiệm phòng thủ địa phương và cũng làm nhiệm vụ đảm bảo an ninh.
Một số tướng lĩnh vĩ đại nhất của Tân La là các Hoa Lang (Hwarang). Nguyên là các nhóm lính mang tính bộ lạc, do có sự canh tranh liên tục về mặt quân sự thời Tam Quốc Triều Tiên, họ cuối cùng được chuyển đổi từ một nhóm bao gồm các nam thanh thiếu niên quý tộc thành những người lính và lãnh đạo quân sự. Hoa Lang đóng vai trò then chốt trong sự sụp đổ của Cao Câu Ly và trong chiến tranh Tân La-Đường.

## Văn hóa

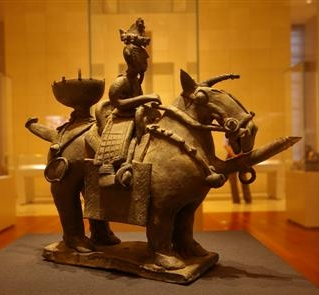
Chân đèn bằng đồng hình kị binh

Kinh đô của vương quốc Tân La là Gyeongju (Khánh Châu). Một số lượng rất lớn các lăng mộ Tân La vẫn còn hiện diện tại trung tâm của Gyeongju. Các lăng mộ Tân La được hình thành từ một buồng đá và xung quanh là một ụ đất. Khu vực lịch sử xung quanh Gyeongju được liệt vào danh sách Di sản thế giới của UNESCO vào năm 2000. Phần lớn chúng cũng được bảo vệ như là một phần của Vườn quốc gia Gyeongju. Các lăng mộ Tân La gặp khó khăn trong việc tiếp cận hơn là các lăng mộ Bách Tế, do vậy, một lượng lớn các đồ vật vẫn được bảo tồn. Nổi bật trong số chúng là vương miện Tân La đường làm bằng vàng và kim cương một cách công phu.
Chuông đồng của Thánh Đức Vương thu hút một lượng lớn du khách. Chuông có một âm thanh đặc biệt, và trong đó ẩn chứa một truyền thuyết. Cheomseongdae (Chiêm tinh đài) gần Gyeongju là đài thiên văn cổ nhất còn tồn tại ở Đông Á, tuy nhiên còn một số bất đồng về chức năng của nó. Đài được xây dưới thời Thiện Đức nữ vương (Seondeok, 623–647).
Các thương nhân Hồi giáo đã mang tên gọi "Silla" (Tân La) ra khắp thế giới (ngoài khu vực Đông Á truyền thống) bằng Con đường tơ lụa. Các nhà địa lý trong thế giới Ả Rập và Ba Tư, bao gồm ibn Khurdadhbih, al-Masudi, Dimashiki, al-Nuwairi, và al-Maqrizi, đã để lại ghi chép về Silla.

### Phật giáo

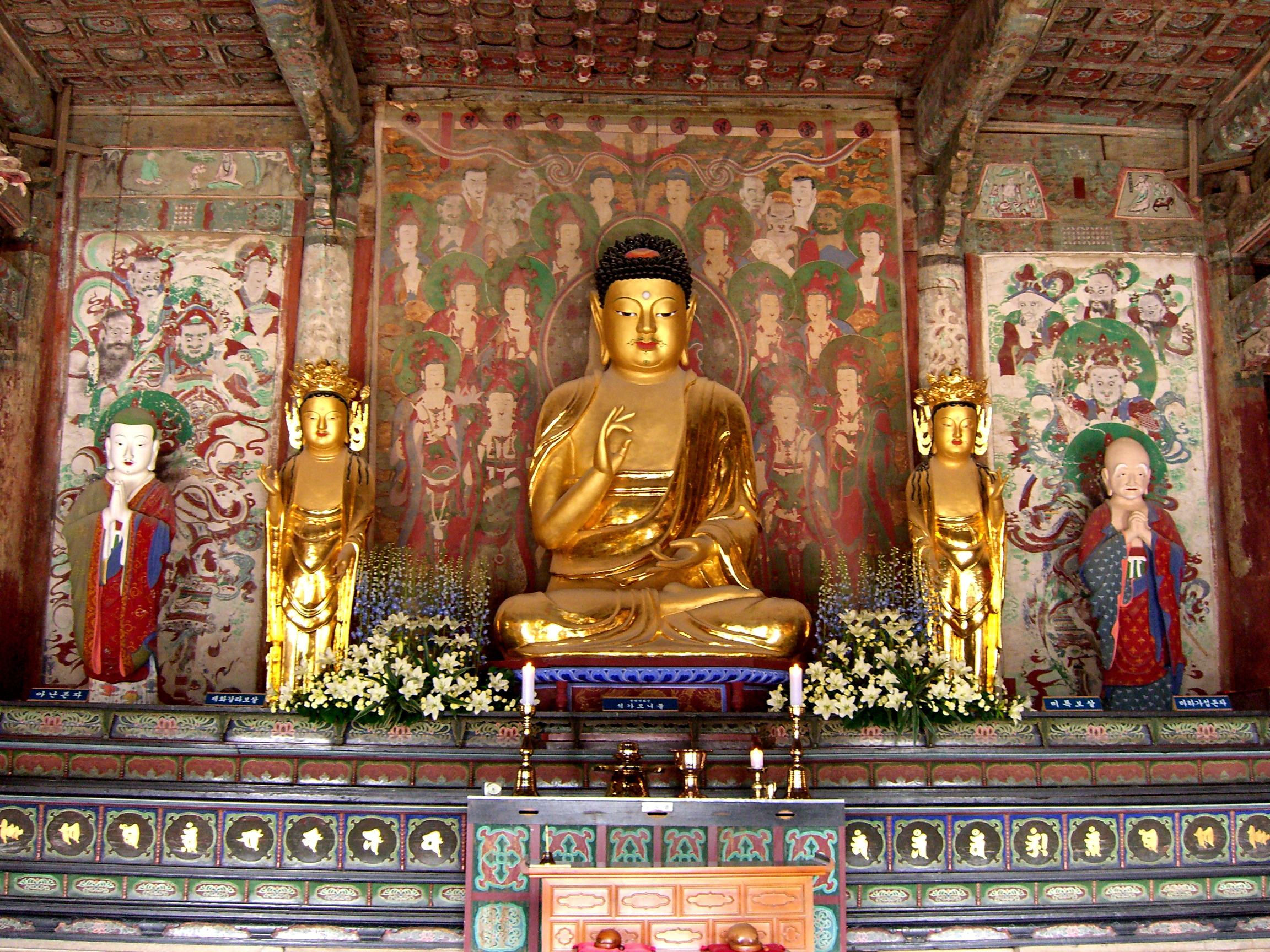
Tượng Phật dát vàng tại Bulguksa (Phật quốc tự)

Phật giáo chính thức được đưa vào Tân La vào năm 527 dưới thời Pháp Hưng Vương (Beopheung), mặc dù vương quốc đã tiếp xúc với Phật giáo trong hơn một thế kỷ và đức tin này chắc chắn đã xâm nhập vào đời sống tôn giáo của cư dân bản địa. Nhà sư Ado là người Tân La đầu tiên tiếp xúc với Phật giáo, khi ông đến Cao Câu Ly vào giữa thế kỷ thứ 5. Tuy nhiên, theo truyền thuyết, quân vương Tân La đã bị thuyết phục chấp nhận đức tin này khi xảy ra hành động tử vì đạo của quý tộc triều đình Tân La Ichadon (Di Thứ Đốn).
Tầm quan trọng của Phật giáo trong xã hội Tân La và cuối của thời kỳ sơ khởi còn chưa biết rõ. Từ Pháp Hưng Vương cho đến 6 người kế vị sau đó đều nhận tên Phật và tự coi mình là Phật vương. Phật giáo tại Tân La so với Bách Tế và Cao Câu Ly, còn là đức tin được bảo trợ chính thức. Các khía cạnh bảo vệ nhà nước của tôn giáo này dược nhấn mạnh. Các đội quân Hoa Lang, bao gồm các chiến binh nam thanh thiếu niên quý tộc đóng một vai trò trung tâm trong sự nghiệp thống nhất bán đảo của Tân La, có kết nối mạnh mẽ với Phật giáo, chủ yếu là thờ Phật Di-lặc. Giai đoạn cuối của thời kỳ sơ khởi Tân La được xem là một thời kỳ đỉnh cao của Phật giáo. Một lượng lớn các chùa đã được xây dựng, thường xuyên nhận được trợ giúp tài chính và bảo trợ của các quý tộc cấp cao, các ngôi chùa nổi bật trong số đó là Hwangnyongsa (Hoàng Long tự), Bulguksa (Phật Quốc tự) và Seokguram (Thạch Quật am). Hwangyongsa đặc biệt nhấn mạnh quyền lực của quân vương và vai trò của Phật giáo trong việc bảo vệ và nâng cao vị thế quốc gia. Ngôi tháp gỗ 9 tầng của chùa, có lẽ là kiến trúc nhân tạo cao nhất tại Đông Á đương thời, là biểu tượng cho 9 quốc gia đã chịu phục tùng Tân La. Silla coi trọng ngôi tháp này, tháp được xây dựng bằng đá và gỗ.
Sau khi thống nhất, Phật giáo đã giảm tầm ảnh hưởng trong chính trị Tân La. Khi đó, các quân vương Tân La đã đưa Nho giáo trở thành tư tưởng chủ đạo trong cách thức trị vì một nhà nước được mở rộng và cũng là để hạn chế quyền lực của các gia đình quý tộc. Tuy nhiên, Phật giáo vẫn giữa vai trò trung tâm trong xã hội Tân La. Hàng trăm nhà sư Tân La đã sang Đường để tìm hiểu giáo lý và mua sắm các kinh điển Phật giáo.
Bản chất Phật giáo mạnh mẽ của Tân La cũng được phản ánh trong hàng nghìn tượng chạm khắc Phật giáo trên đá, quan trọng nhất là ở Namsan. Ảnh hưởng từ nhà Đường trên các dáng vẻ và cách tạc cũng được thể hiện với các đặc điểm như mặt tương Phật có hình tròn, đầy đặn, biểu lộ khuôn mặt nghiêm nghị, và vải áo bám vào cơ thể, song vẫn có các yếu tố của văn hóa bản địa.

## Hình ảnh

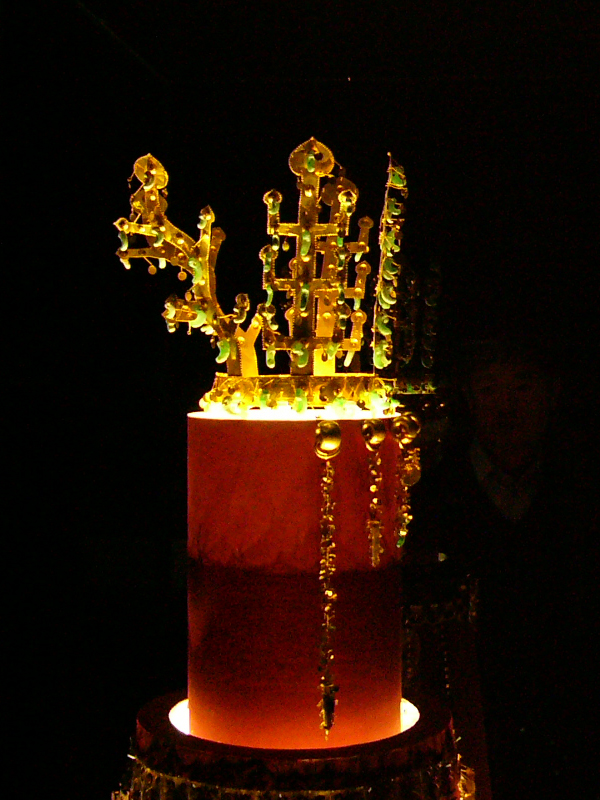
Vương miện Tân La.
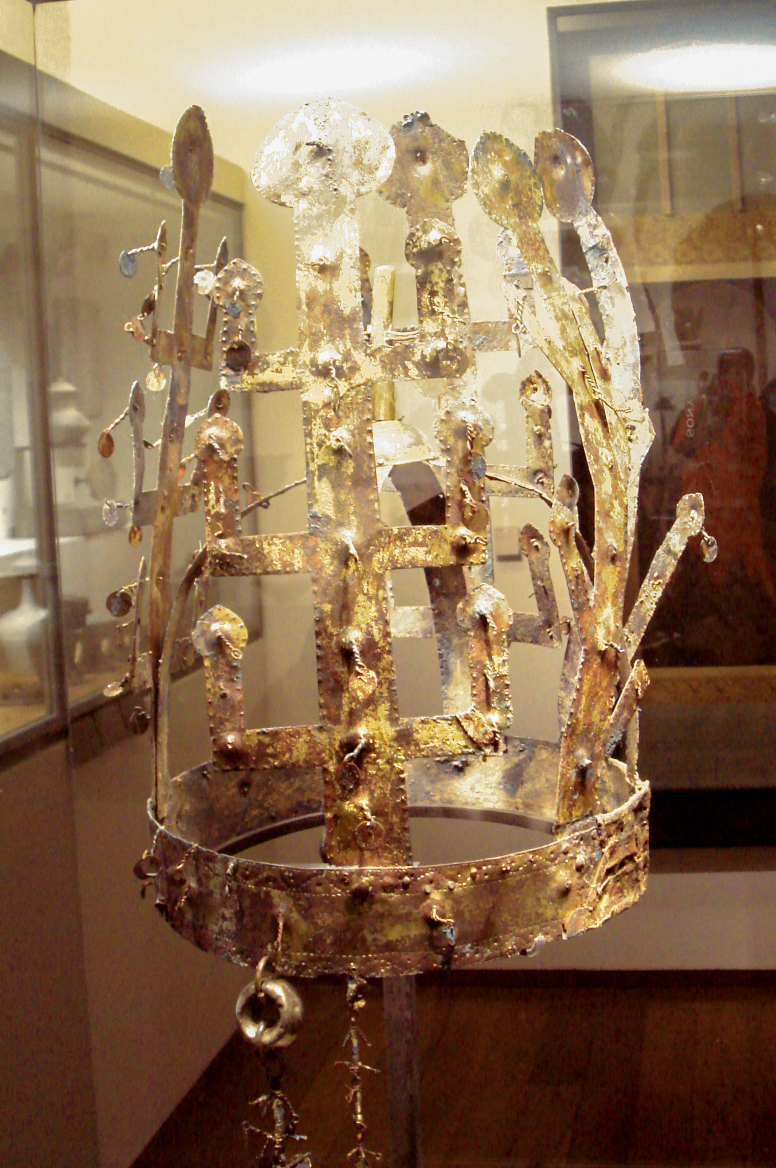
Một vương miện Tân La, thế kỷ 5-6.
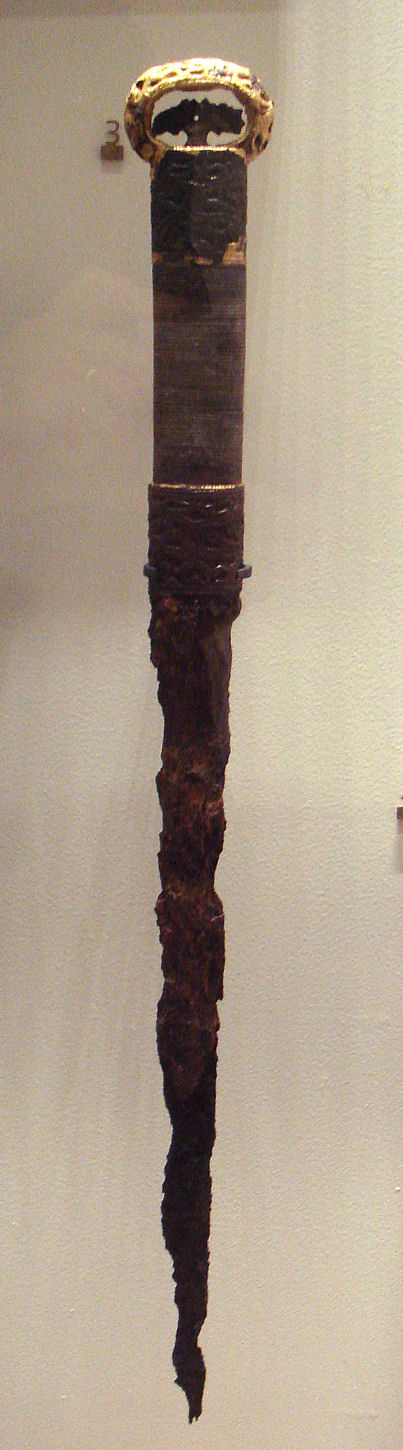
Một dao găm Tân La, thế kỷ 5.
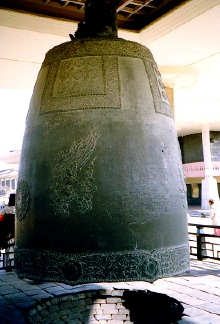
Chuông đồng của Thánh Đức Vương.
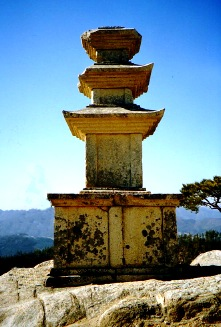
Tháp đá tại núi Namsan gần Gyeongju.
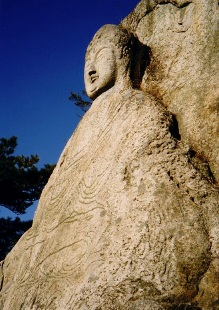
Thượng Phật khắc nổi trên đá tại núi Namsan gần Gyeongju.
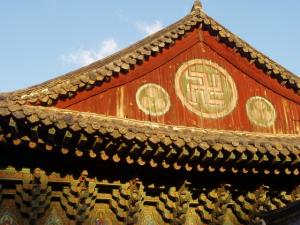
Mái chùa có chữ Vạn tại Gyeongju.
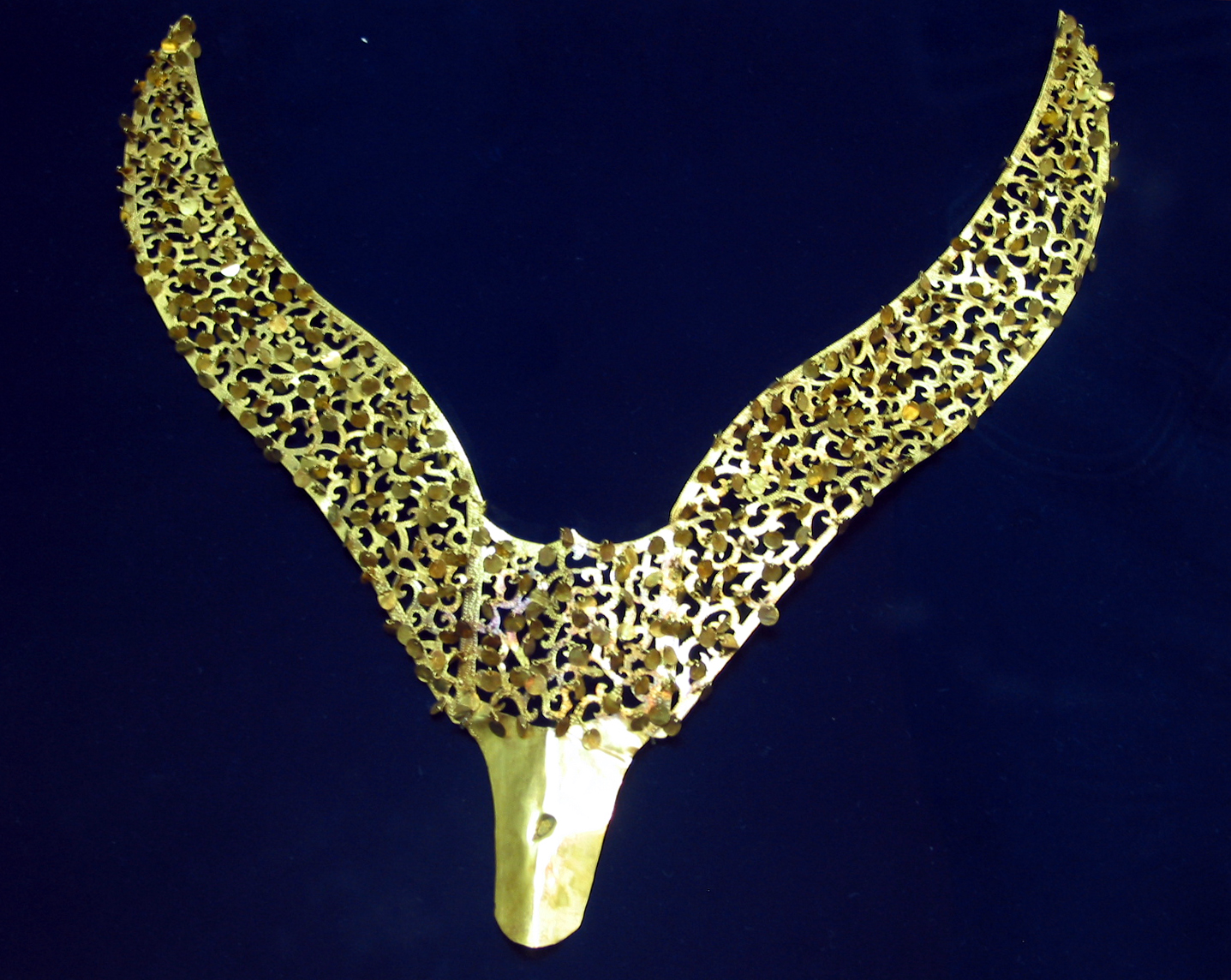
Đồ trang sức bằng vàng vào thời kỳ đầu Tân La.
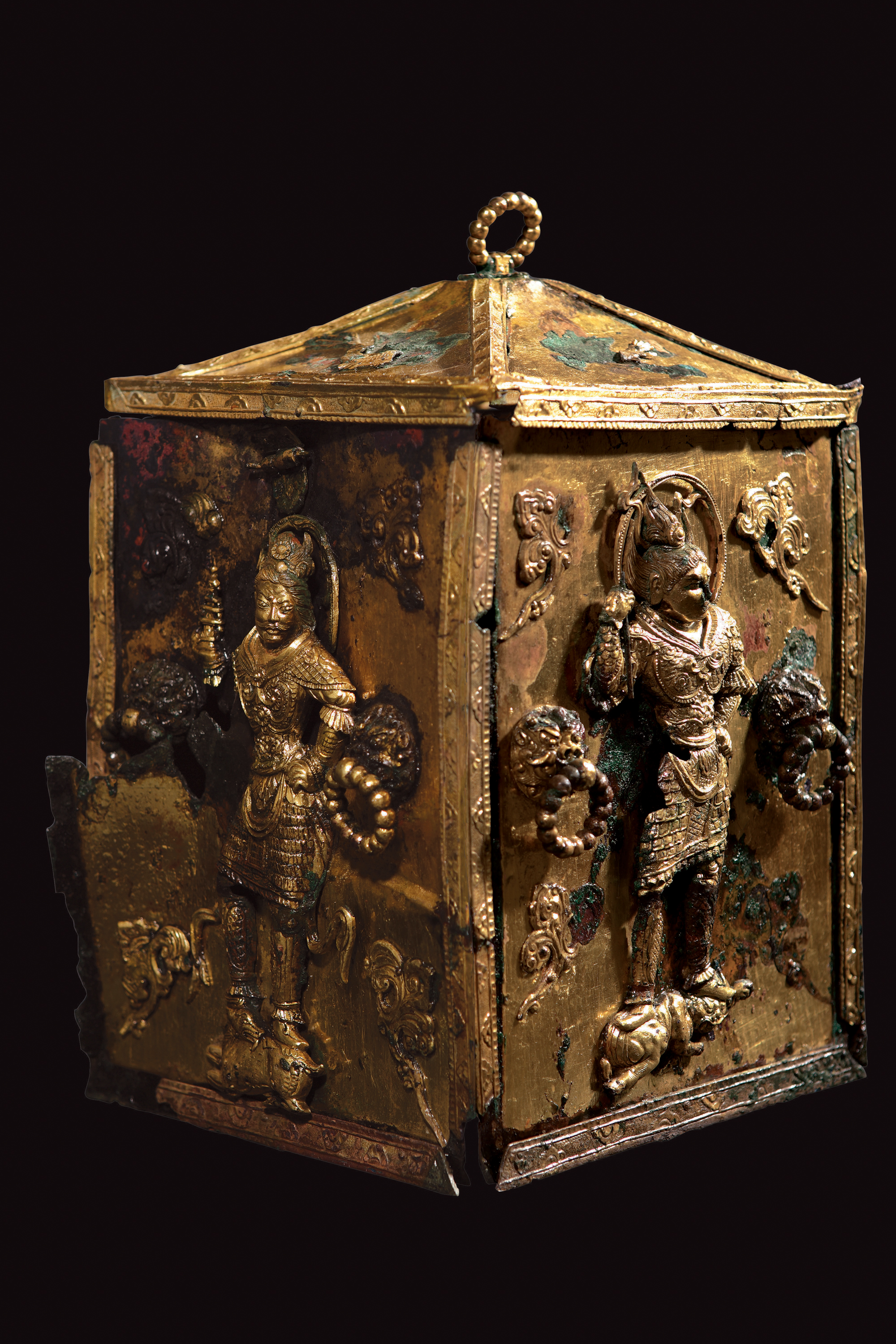
Một chiếc hòm từ thế kỷ 7.
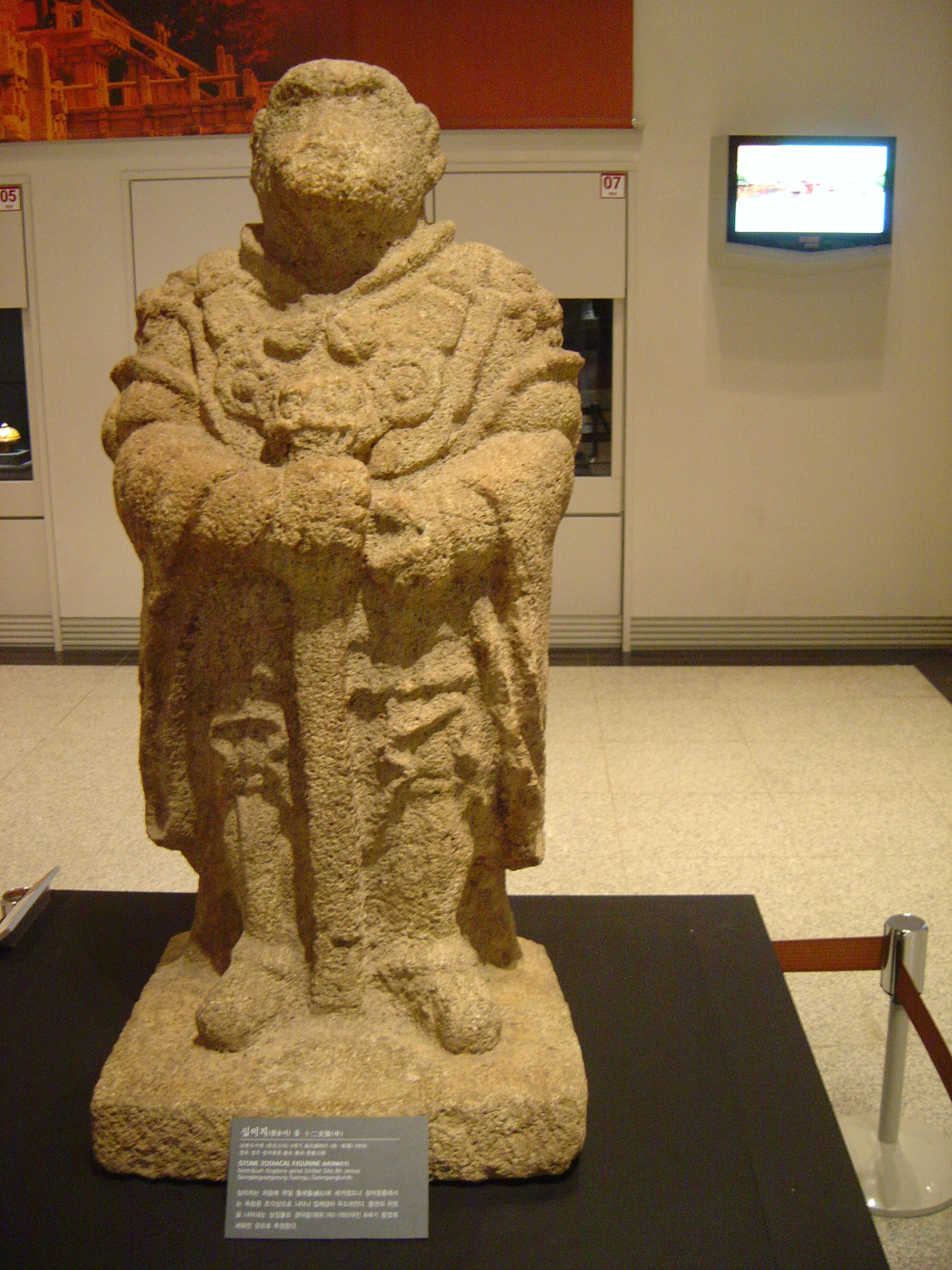
Thượng một chiến binh khỉ của Tân La tại Bảo tàng Quốc gia Hàn Quốc.
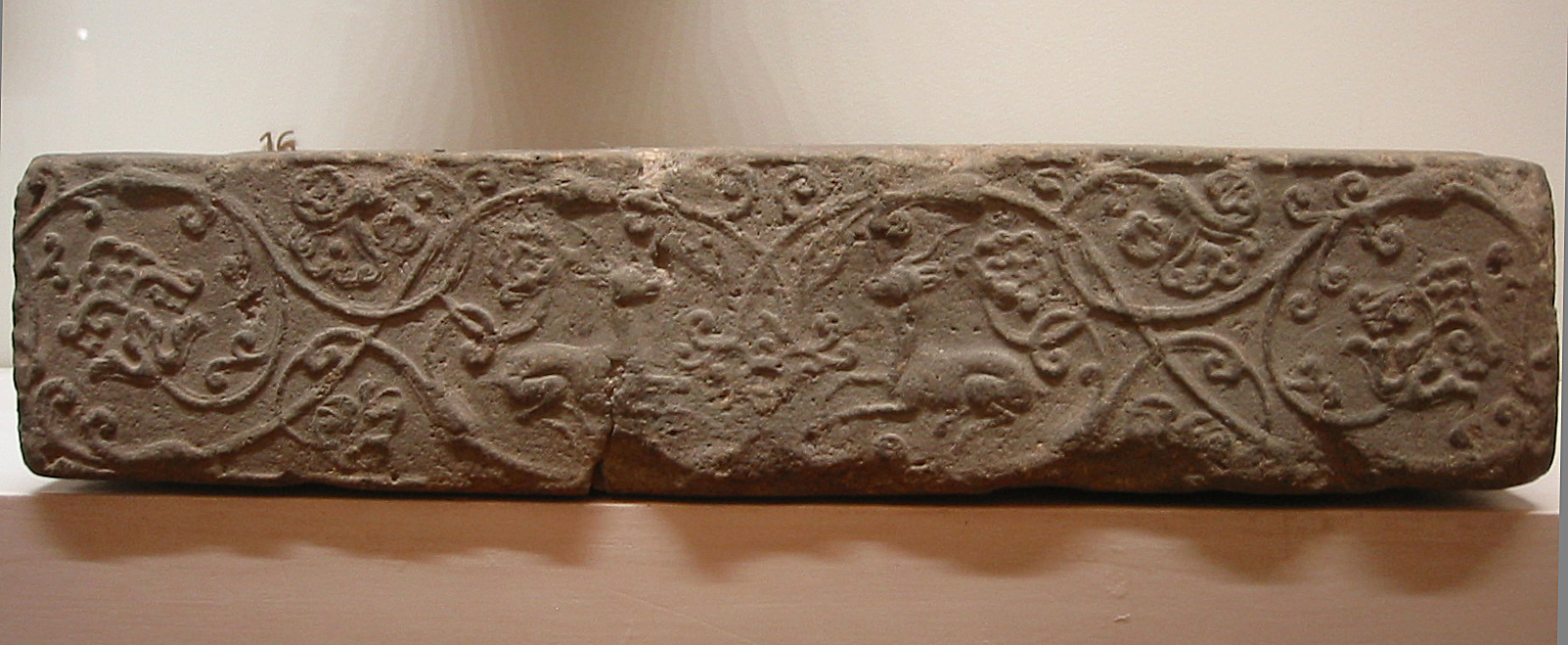
Gạch trang trí vào thế kỷ 8.
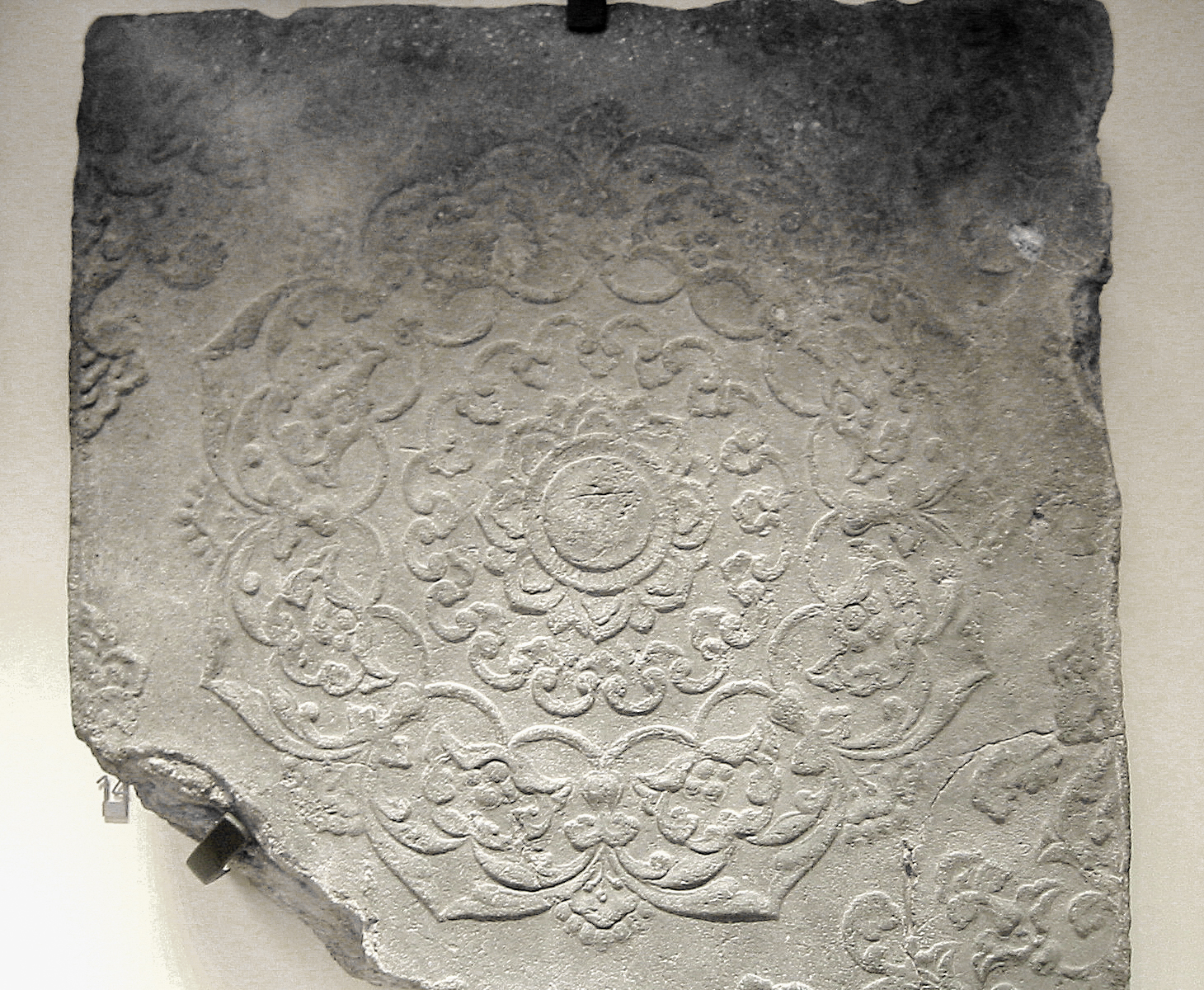
Phiến đá trang trí, thế kỷ 8.